# Nowa Cerekwia (osada)
Nowa Cerekwia – osada w Polsce, położona w województwie opolskim, w powiecie głubczyckim, w gminie Kietrz.
W latach 1975–1998 miejscowość administracyjnie należała do ówczesnego województwa opolskiego.